# Коллинз, Нейтан
Не́йтан Майкл Ко́ллинз (англ. Nathan Michael Collins; родился 30 апреля 2001, Лейкслип) — ирландский футболист, центральный защитник клуба «Брентфорд» и национальной сборной Ирландии.

## Клубная карьера
Футбольную карьеру начал в ирландском клубе «Черри Орчард», за который ранее играли его отец Дэвид и дяда Имонн. В январе 2016 года после рекомендации скаута Тони Боуэна присоединился к футбольной академии английского клуба «Сток Сити». В основном составе «Сток Сити» Коллинз дебютировал 9 апреля 2019 года в матче против «Суонси Сити». В июле 2019 года подписал с клубом новый пятилетний контракт. Всего провёл за «Сток Сити» 47 матчей и забил 2 мяча.
24 июня 2021 года перешёл в клуб Премьер-лиги «Бернли», подписав четырёхлетний контракт. 25 августа 2021 года дебютировал за «Бернли» в матче Кубка Английской футбольной лиги против «Ньюкасл Юнайтед». 2 октября 2021 года дебютировал в Премьер-лиге в игре против «Норвич Сити». 6 апреля 2022 года забил свой первый гол за «Бернли» в матче Премьер-лиги против «Эвертона».
Позже выступал за «Вулверхэмптон Уондерерс», а в июле 2023 года перешёл в «Брентфорд» за рекордную для клуба сумму, 27 миллионов евро, подписав контракт по схеме 6+2.

## Карьера в сборной
17 октября 2016 года дебютировал за сборную Ирландии до 17 лет в матче против сверстников из Казахстана.
Также выступал за сборные Ирландии до 19 лет и до 21 года.
12 октября 2021 года дебютировал за главную сборную Ирландии в товарищеском матче против сборной Катара.